# Пам'ятники Вінниці
У сучасній Вінниці значне число пам'ятників. Особливістю місцевих монументів, зокрема в центрі, є присвяченість найбільших з них діячам культури і науки, життя і творчість яких безпосередньо пов'язані з містом або Вінниччиною. Значна концентрація пам'ятників, в тому числі Алея бюстів видатних земляків, у Центральному міському парку імені М. Леонтовича.

## Пам'ятники
| Назва                                                                                    | Розташування                                                                                  | Фото                     | Короткі відомості |
| Артинову Григорію                                                                        | площа Європейська                                                                             |                          | Пам'ятник вінницькому архітекторові Григорію Артинову, який багато в чому сформував архітектурне обличчя міста, було відкрито на День міста-2010 — 11 вересня, у рік 150-літнього ювілею будівничого. Автор оригінальної скульптурної композиції з численними цікавими деталями — замислений зодчий присів на лавку, ніжки якої нагадують основу Ейфелевої вежі, а на одному з країв спинки «виросло» містечко з найвідоміших споруд Артинова — львівський скульптор Володимир Цісарик. |
| Бевзу Івану                                                                              | на вулиці Соборній                                                                            |                          | встановлений у 1979 році. Скульптор П. Левицький, архітектор Є. Устинов |
| Битві 1651 року під керівництвом Івана Богуна                                            | на кручі над Південним Бугом у міському районі Кумбари                                        |                          | Встановлений на місці переможної битви козацьких загонів, очолюваних Іваном Богуном, з польсько-шляхетським військом у березні 1651 року в ході визвольних змагань українського народу сер. XVII ст. |
| Визволителів, меморіальний комплекс                                                      | по вулиці Київській                                                                           |                          | Меморіальний комплекс встановлений на честь 38-ї армії, що звільнила місто від нацистських окупантів |
| Визволення Вінниці 1651 року, меморіал                                                   | на перехресті вулиць Гонти і Київської                                                        |                          | Меморіал присвячений Битві під Вінницею у 1651 році. |
| Воїнам-«афганцям»                                                                        | у Центральному міському парку                                                                 |                          | 1994, скульптор Ю. Козерацький, архітектор А. Жданов |
| Пам'ятний знак студентам-інтернаціоналістам / Воїнам Афганістану                         | вул. Сергія Зулінського                                                                       | Зовнішні зображення фото | |
| 52 воїнам-односельчанам, загиблим на фронтах ВВВ, меморіал                               | вулиця Пирогова, 342                                                                          |                          | |
| Воїнам-працівникам лікарні О.Ющенка                                                      | на території обласної психоневрологічної лікарні ім. О.Ющенка                                 |                          | |
| Грушевського Михайла, погруддя                                                           | на території Вінницького державного педагогічного університету                                |                          | |
| «Дерево Свободи», на честь Небесної Сотні                                                | Майдан Небесної Сотні                                                                         |                          | Відкрито 23 лютого 2018. Автор київський скульптор Борис Данилюк |
| Пам'яті тисяч євреїв, по-звірячому закатованих фашистами з 19.09.1941 р., пам'ятний знак | вул. Максимовича, Меморіал пам'яті жертв Голокосту у Вінниці                                  |                          | 1958 |
| Тут знищено дітей — надію єврейського народу, пам'ятний знак                             | вул. Максимовича, Меморіал пам'яті жертв Голокосту у Вінниці                                  |                          | |
| Пам'яті тисяч євреїв, по-звірячому закатованих фашистами з 19.09.1941 р., пам'ятний знак | вул. Толбухіна, 25а                                                                           |                          | у вигляді дерева з обрубаними гілками |
| Жертвам Голодомору, пам'ятний знак                                                       | біля Центрального міського парку                                                              |                          | Автор — художник, скульптор Володимир Оврах. Відкрито у 2008 року. |
| Жертвам сталінських репресій 1936—1941, 1944 років, пам'ятний хрест                      | у Центральному міському парку                                                                 |                          | |
| Жертвам сталінського терору 1937—1938 років, меморіал                                    | біля Центрального міського парку                                                              |                          | |
| Жертвам Чорнобильської трагедії                                                          | на початку вулиці Київської                                                                   |                          | Відкритий в 1996 році. Автори — скульптор Ю.Козерацький та архітектор І.Єзерський. |
| Заболотного Данила, погруддя                                                             | на території медичного коледжу імені Заболотного                                              |                          | |
| Загиблим льотчикам, меморіал / «Не повернулися з польоту»                                | на території Музею Повітряних сил ЗС України                                                  |                          | Відкрито 5 травня 2009 року |
| Загиблим міліціонерам                                                                    | у Центральному міському парку                                                                 |                          | Встановлено біля південної колонади Центрального міського парку у 1999, скульптор Володимир Смаровоз |
| Земляка Василя, погруддя                                                                 | на алеї видатних земляків Центрального міського парку                                         |                          | |
| Івашкевича Ярослава, погруддя                                                            | на алеї видатних земляків Центрального міського парку                                         |                          | |
| Коцюбинському Михайлу                                                                    | на проспекті Коцюбинського (на розі з вулицею Нансена)                                        |                          | 1989, скульптор М. Вронський, архітектор В. Гнєздилов |
| Коцюбинського Михайла, погруддя                                                          | на алеї видатних земляків Центрального міського парку                                         |                          | скульптор Володимир Смаровоз |
| Коцюбинського Михайла, погруддя                                                          | у дворі Вінницького педагогічного університету                                                |                          | |
| Коцюбинського Михайла, погруддя                                                          | на території дитячого санаторію імені Коцюбинського (вул. Маяковського, 243)                  |                          | |
| Коцюбинського Юрія, погруддя                                                             | на території літературно-меморіального музею Михайла Коцюбинського (по вул. Бевза)            |                          | 1964, скульптор І. Гончар. Має бути прибраний |
| Леонтовича Миколи, погруддя                                                              | на алеї видатних земляків Центрального міського парку                                         |                          | |
| Леонтовича Миколи, погруддя                                                              | на території Вінницького училища культури і мистецтв                                          |                          | Відкрито 1 вересня 2017 |
| Льотчикам—визволителям Вінниці в роки ВВВ                                                | площа Костянтина Могилка                                                                      |                          | на постаменті літак МіГ-15 |
| пам'ятник Магдебурзькому праву                                                           | вул. Миколи Оводова                                                                           |                          | відкритий 16 травня 2019 |
| Меморіал жертвам Вінницької трагедії 1937—1938 років                                     | кладовище Підлісне                                                                            |                          | |
| На честь створення Військово-Повітряних Сил України                                      | на майдані Перемоги                                                                           |                          | на постаменті літак МіГ-21 |
| Небесній Сотні, пам'ятник                                                                | площа Європейська                                                                             |                          | Відкрито 22 січня 2015 |
| Некрасова Миколи, погруддя                                                               | на алеї видатних земляків Центрального міського парку                                         |                          | |
| Ніщинського Петра, погруддя                                                              | на алеї видатних земляків Центрального міського парку                                         |                          | |
| паливозаправнику АТЗ-3-157, автомобіль на постаменті                                     | вул. Стрілецька, 57                                                                           |                          | |
| Петлюри Симона, пам'ятник                                                                | по вул. Симона Петлюри, 15                                                                    |                          | Встановлений 14 жовтня 2017 року поблизу будівлі Вінницького обласного радіо, де за часів, коли Вінниця мала статус тимчасової столиці Української Народної Республіки, знаходилася Військово-похідна канцелярія Головного Отамана УНР Симона Петлюри. Пам’ятник виконаний у бронзі за проектом місцевого скульптора Володимира Овраха на замовлення вінницького мецената Сергія Капусти.                                                                                               |
| «Поет», скульптура                                                                       | біля Водонапірної вежі                                                                        |                          | |
| Пирогова Миколи, погруддя                                                                | на території Вінницького медичного університету                                               |                          | Встановлений в 1910 році. скульптор І. Крестовський |
| Пирогова Миколи, погруддя                                                                | на території Вінницького медичного університету                                               |                          | Встановлений в 1968 році. скульптор Д. Гудима |
| Пирогову Миколі                                                                          | на території музею-садиби М. І. Пирогова на околиці міста (район Пирогово)                    |                          | |
| Пирогову Миколі                                                                          | на початку вулиці Пирогова                                                                    |                          | Встановлено в 1971 році. Автори — скульптори Н. Дерегус, Л. Сабанєєва та архітектор А. Корнєєв. |
| Ратушній Лялі                                                                            | біля міського палацу дітей та юнацтва                                                         |                          | 1980, скульптор Володимир Смаровоз |
| Руданського Степана, погруддя                                                            | на алеї видатних земляків Центрального міського парку                                         |                          | |
| Слави, меморіал                                                                          | площа Європейська                                                                             |                          | Меморіальний комплекс героям революції, громадянської та Великої Вітчизняної війни відкрито 1958 року. Тут поховано 79 воїнів Червоної армії. На стелі викарбувані імена 6486 вінничан, які загинули за Вітчизну в 1941—45 роках. Автори — скульптор Я.Куленко та архітектор В.Спусканюк. |
| Січовим стрільцям та воїнам ОУН-УПА                                                      | біля Центрального міського парку                                                              |                          | 1999, скульптор Володимир Смаровоз |
| Стельмаха Михайла, погруддя                                                              | на алеї видатних земляків Центрального міського парку                                         |                          | |
| студентам, що загинули в боях ВВВ, меморіальна стела                                     | на території Вінницького медичного університету                                               |                          | |
| студентам і викладачам політехнічного технікуму, меморіал                                | вулиця Привокзальна                                                                           |                          | |
| Стусу Василю                                                                             | майдан Василя Стуса                                                                           |                          | Пам'ятник репресованому українському поетові Василю Стусу урочисто відкрито у вересні 2002 року. Автор — вінницький скульптор Анатолій Бурдейний. Монумент має тривалу історію — після виграшу всеукраїнського конкурсу на проект пам'ятника, оголошеного ще 1997 року, автор довго шукав гроші на втілення свого проекту. На переконання численних мистецтвознавців, монумент, крім функції вшанування славетного земляка, являє значну художню цінність.                              |
| Сухомлинського Василя, погруддя                                                          | на території Вінницького державного педагогічного університету                                |                          | |
| На честь 90-річчя вінницького трамваю, пам'ятний знак                                    | біля західного краю центрального мосту через Південний Буг                                    |                          | Пам'ятний знак на честь вінницького трамваю встановлено 2003 року на початку вулиці Соборної, на її парному боці, там де колись містилося перше депо. Напис на брилі: «На цьому місці почалася історія вінницького трамваю 28 жовтня 1913». |
| Пам'ятник першому трамваю, макет-пам'ятник                                               | Хмельницьке шосе, перед адміністративною будівлею трамвайного депо.                           |                          | Макет-пам'ятник першого вінницького трамвая виробництва заводу «MAN». Усередині вагончика знаходиться музей історії розвитку вінницького трамвая. |
| Трублаїні Миколи, погруддя                                                               | на алеї видатних земляків Центрального міського парку                                         |                          | |
| Українській пісні / «Пісня», пам'ятник                                                   | поряд з будівлею Вінницької міської ради на Майдані незалежності                              |                          | Встановлено на 14-у річницю Дня незалежності України (24 серпня 2005 року). Автор пам'ятника — скульптор Володимир Смаровоз. Споруджено коштом спонсорів. Є одним з найбільш контроверсійних з числа сучасних монументів міста, адже спершу задумувався на відзнаку подій «Помаранчевої революції» кін. 2004 — поч. 2005 років, потому відтерміновувалось встановлення, в процесі чого не раз змінювалась концепція пам'ятника, скульптура, напис на стелі тощо.                        |
| Учням і учителям школи, загиблим в роки Другої світової війни, пам'ятний знак            | вул. Малиновського, на території школи № 1                                                    |                          | 1968 |
| Франка Івана, погруддя                                                                   | на території Вінницького державного педагогічного університету                                |                          | |
| Пам'ятник художнику                                                                      | Архітектора Артинова, перед артгалереєю «ІнтерШик»                                            |                          | Відкрито у жовтні 2009. Автори — скульптори Володимир, Андрій, Роман Оврахи. |
| Ернесто Че Геварі                                                                        | Тяжилів, вул. Промислова 4                                                                    |                          | Відкритий 14 червня 2008 року, на 80-річчя Че Гевари. |
| Шевченку Тарасові, молодому                                                              | площа Тараса Шевченка біля Краєзнавчого музею                                                 |                          | Відкрито 9 березня 2014. Автор — лауреат державної премії ім. Т. Шевченка Анатолій Гайдамака, скульптор Володимир Цісарик. |
| Шевченку Тарасові                                                                        | біля гімназії № 30 на вулиці Стрілецька                                                       |                          | |
| Шевченку Тарасові, погруддя                                                              | на території обласного пансіонату для осіб з інвалідністю та похилого віку (Хмельницьке шосе) |                          | |
| Шпорти Ярослава, погруддя                                                                | на алеї видатних земляків Центрального міського парку                                         |                          | |
| «Я тебе люблю», пам'ятний знак                                                           | біля планетарію в Центральному міському парку                                                 |                          | |
| Гузару Любомиру                                                                          | вулиця Київська, 1                                                                            |                          | Відкриття відбудеться 9 жовтня 2021 року нa площі біля храму Покрову Богородиці УГКЦ. |
| Зовнішні зображення                                                                      |                                                                                               |                          | |
|                                                                                          | фото                                                                                          |                          | |

## Колишні пам'ятники
| Назва                                   | Розташування                                                                | Фото                     | Короткі відомості |
| Козицькому М. Г.                        | вул. Миколи Оводова                                                         |                          | Пам'ятник голові Подільського губревкому Миколі Козицькому був встановлений у 1980 році, автори — скульптори Яків Куленко та Володимир Спусканюк. Бронзове погруддя комуністичного діяча було встановлене на гранітному постаменті заввишки 3,4 м. Пам'ятник повалено 22 лютого 2014 року під час «ленінопаду». |
| Тарногродському М. П.                   | вул. Київська                                                               |                          | Пам'ятник голові Подільського губвиконкому Миколі Тарногродському був встановлений у 1979 році, автор — скульптор Анатолій Непорожній. Бронзове погруддя комуністичного діяча було встановлене на гранітному постаменті заввишки 3,8 м. Пам'ятник повалено 23 лютого 2014 року під час «ленінопаду».            |
| Запорожцю Петру                         | вул. Замостянська                                                           |                          | Рік встановлення — 1983, — скульптор І. Довженко. Погруддя емісара російського революційного руху демонтоване 5 червня 2019 року. |
| Горькому Максиму                        | біля головного входу до Центрального міського парку імені Миколи Леонтовича |                          | Автори — скульптори Нікогосян і Мурадян. Демонтований 29 квітня 2022 року. |
| Пам'ятник на честь Жовтневого повстання | на площі Героїв Чорнобиля                                                   |                          | Двометровий пам'ятник з бетону та бронзи (пам'ятка історії) на площі Героїв Чорнобиля (колишня площа Жовтнева) біля Вінницького коледжу будівництва і архітектури Київського національного університету будівництва та архітектури. Побудований у 1968 році. Демонтований 28 січня 2016 року.                   |
| Леніну                                  | вул. Соборна                                                                | Зовнішні зображення фото | Пам’ятник Леніну у Вінниці був встановлений у 1972 році. Над його виготовленням працювали три скульптори — А. Ковальов, В. Агібалов, Я. Рик; архітектор — А. Крейчи. Вага скульптури — 5 тонн, висота — 5,8 метра. Його демонтували у 1992 році та ймовірно здали на металобрухт.                               |
| Зовнішні зображення                     |                                                                             |                          | |
|                                         | фото                                                                        |                          | |